# Fixierstoff

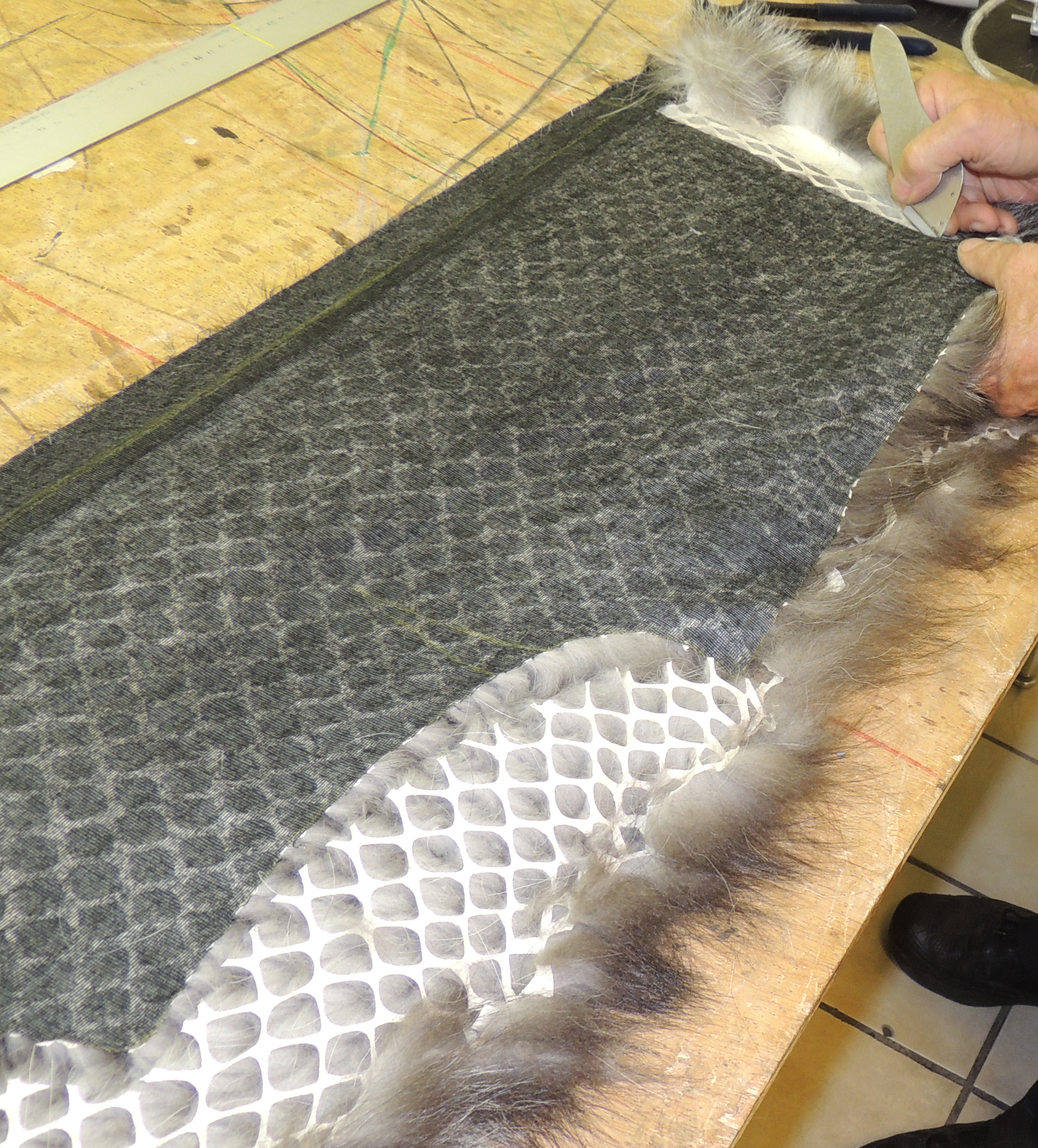
Fixier-Vliesstoff auf einem Silberfuchsfell-Rückenteil zum Stabilisieren der durch Luftgalonieren entstandenen Netzstruktur

Fixierstoffe sind Einlage- beziehungsweise Zwischenstoffe für Kleidung mit einer Oberfläche aus schmelzfähigen Substanzen, die mit Hilfe von Fixierpressen durch ein thermisches Schweißverfahren dauerhaft mit dem Oberstoff verbunden werden, bei Pelzen mit der Lederseite der Felle. Dies verleiht den fixierten Flächen Halt, schützt vor Ausdehnung und bewirkt, je nach Material, eine mehr oder weniger starke Versteifung. Bevorzugt eingesetzt wird der Fixierstoff in den Vorderteilen von Oberbekleidung, den Vorderkanten und der Büste (Frontfixierung) sowie für den Unterkragen. Das Fixieren ersetzt das Pikieren, das Aufnähen festigender, eventuell auch wärmender Einlagestoffe und bedeutet eine vergleichsweise erhebliche Arbeitsersparnis. Erhält auch die Schulterpartie eine aufbügelbare (siegelbare) Einlage, spricht man von Formfixierung.

## Eigenschaften
Idealerweise sollen sich beim Fixieren der Oberstoff und die Einlage zu einer harmonischen Einheit verbinden. Neben dem Rationalisierungseffekt gegen das bis vorher allein übliche Pikieren  bewirkt es einen leichten und weichen Griff. Werden reinigungsbeständige, die Spannungsdifferenzen zwischen Oberstoff und Einlage voll ausgleichende, hochwertige Einlagen mit gleichem Krumpfverhalten wie beim Oberstoff benutzt, wird die Verwendung auch im Modellgenre akzeptiert. Durch die Beschichtung beider Seiten mit der Haftmasse des Fixierstoffes lassen sich zwei Stoffe ohne Qualitätsbeeinflussung miteinander verbinden, was das Durchnähen ersparen kann (Kragenecken, Rückenschlitz). Der Lamellendruck ist eine Abwandlung der Beschichtung von fixierbaren Einlagestoffen für die Frontfixierung, der die Fixierung auf flauschigen Oberstoffen erlaubt. Alle in der Bekleidungsindustrie üblichen Einlagematerialien, Vliese sowie Gewebe, werden auch fixierbar hergestellt.
Die Haftmasse, der in der Schmelze klebfähige Aufstrich auf siegelbare Einlagen beruht auf der Basis von Polyamid, Polyester oder Polyethylen sowie aus deren Mischungen. Der Aufstrich kann deckend-vollflächig, unterbrochen (punkt- oder rasterförmig, mikrofein) einseitig oder beidseitig (vor allem für Kragen und Hosenbundeinlagen) erfolgen. Für schwer fixierbare Stoffe gibt es Spezialkleber mit kleineren Haftmassepunkten (Crinkle, Crash, Crespo, Naturseide, Kaschmirwolle) und für verschiedene Ausrüstungsarten (Silikon), außerdem für Leder und Pelze.

## Arbeitsprozess

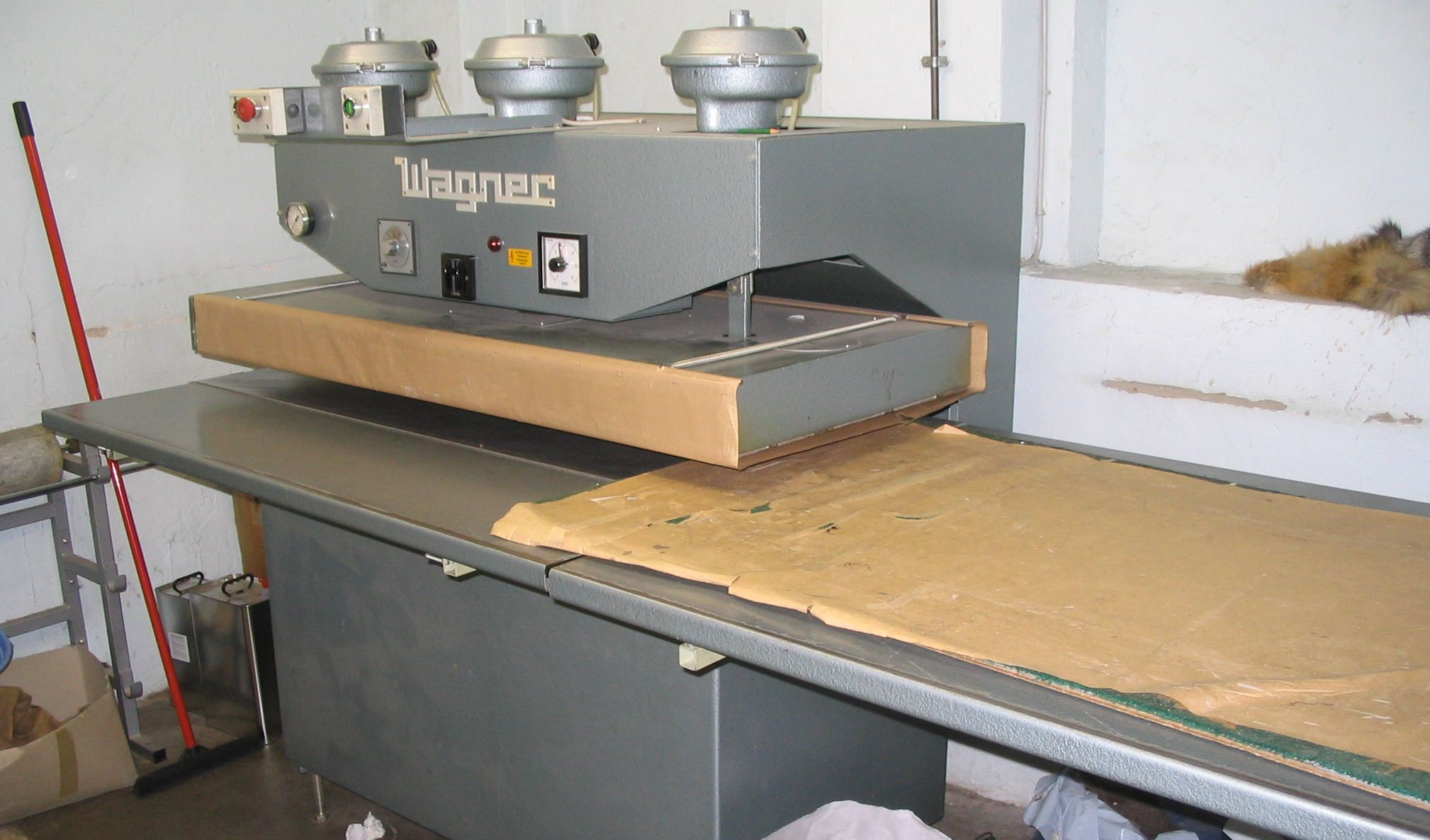
Fixierpresse in einer Kürschnerei

Der Fixierprozess mit der Fixierpresse bedingt eine Temperatur zwischen 120 und 150° Celsius, bei einem Aufpressdruck von 100 bis 150 g/cm² und einer Presszeit von 6 bis 25 Sekunden. Für den Sonderbereich Pelzfixierstoffe gilt eine Fixierspalttemperatur ab 75° Celsius und ein Druck von 100 g/cm² bei einer Fixierzeit von 15 Sekunden. Die Bügeltemperatur richtet sich nach den für das Fixiermaterial angegebenen Herstellerangaben und dem zu fixerenden Textilmaterial (Seide, Wolle, Synthetic usw.) oder bei Fell nach der Pelzart (fetthaltige Pelze sind unter Umständen besser nicht zu fixieren (Fohlen), dünnledrige Fellarten, wie Hamster, allenfalls bei sehr geringer Temperatur). Für kleinere Flächen oder Nacharbeiten wird in der Maßschneiderei und der Kürschnerei auch gelegentlich das Bügeleisen eingesetzt.
Eine besonders schonende und dauerhafte Verbindung des Fixierstoffes mit dem Obermaterial erzielt die Hochfrequenz-Fixiertechnik. Die aus der Mikrowellentechnik bekannte Hochfrequenzenergie wirkt nur auf die Klebmasse und erhält den Oberstoffen die natürliche Feuchtigkeit; die Ausdehnung verändert sich nur minimal. Dadurch wird eine besondere Übereinstimmung mit dem Schnittmuster in allen Fertigungsstufen erreicht. Es ist eine gleichzeitige Fixierung der kleinen und großen Zuschnittteile möglich. Durch die geringe Arbeitstemperatur von 120° gibt es kaum Wärmeabstrahlungen und es können fast alle Oberstoffe fixiert werden. Eine Glanzbildung und ein Klebstoffdurchschlag werden dabei vermieden.
Der Arbeitsgang des Pikierens entfällt, bei der Herstellung von Sakkos und Anzügen auch das Unterschlagen, das Zusammenheften des Oberstoffs mit der Wattierung. Bei der Doppelfixierung wird ein auf die ganze Sakko-Front auffixiertes Einlagenmaterial auf eine ebenfalls verformbare, formgebende Einlage, den Plack, auffixiert, ohne dass der Plack durch den Zuschnitt seine endgültige dreidimensionale Form erhält. Es werden auch Mehrbereichseinlagen eingesetzt, bei denen der Versteifungseffekt jeweils für Schulter-, Brust- und Schoßpartie unterschiedlich, mit fließendem Übergang, vorgegeben ist.

## Geschichte
Die Textilindustrie dürfte mit dem Fixieren von Zwischenstoffen etwa Mitte der 1960er Jahre begonnen haben. In die Pelzbranche kam die Technik erst um 1970, als es gelungen war, Fixierkleber mit niedrigen Schmelztemperaturen zu entwickeln.

## Belege
1. 1 2 3 4  Alfons Hofer: Textil- und Modelexikon. 7. Auflage, Band 1, Deutscher Fachverlag, Frankfurt am Main 1997, Stichworte „Doppelfixierung“, „Frontfixierung“, „Haftmasse“, „Hochfrequenz-Fixiertechnik“. ISBN 3-87150-518-8.
2. 1 2  Alfons Hofer: Textil- und Modelexikon. 7. Auflage, Band 2, Deutscher Fachverlag, Frankfurt am Main 1997, Stichworte  „Lamellendruck“, „Mehrbereichseinlagen“, „Siegelbare Einlage“, „Stabilisieren“, „Unterschlagen“. ISBN 3-87150-518-8.
3. 1 2  Ingeborg Heider: 42 Millionen Meter Einlagestoffe pro Jahr (Kufner Textilwerke KG., München). In: Die Pelzwirtschaft Heft 1, CB-Verlag Carl Boldt, Berlin 25. Januar 1978, S. 16–18.